# Linux Terminal Server Project
Het Linux Terminal Server Project (LTSP) is een pakket dat het mogelijk maakt om een client-servermodel op te zetten.
Met LTSP is het mogelijk om een groot aantal eenvoudige computers (thin clients) via een netwerkkaart aan te sluiten op een server computer. Dit is een krachtige computer waarop Linux en LTSP geïnstalleerd is. 
Tijdens de opstartfase maken de eenvoudige computers contact met de server computer. De server computer voert al het rekenwerk uit. De eenvoudige computer zorgt enkel voor invoer (bijvoorbeeld: toetsenbord & muis) en uitvoer (bijvoorbeeld: beeldscherm & geluid).
Eén moderne servercomputer kan gemakkelijk 30 thin clients bedienen.
LTSP is onder andere geïntegreerd in de populaire Linuxdistributie Ubuntu.